# سيباكتونال
سيباكتونال (بالإنجليزية: Cipactonal)‏ هو إله الأزتيك للتنجيم والتقاويم. قيل أن أوكسوموكو Oxomoco وسيباكتونال هما أول زوجين بشريين، ويتشابهان مع آدم وحواء فيما يتعلق بالخلق والتطور البشري. أنجبا ابنا يدعى بيلتزين-تيكوهتلي Piltzin-tecuhtli، الذي تزوج الابنة العذراء للإله شوتشيكيتزال.
يدعي بعض العلماء، مثل نيكاراغوا فرنانديز دي أوفييدو إي فالديز أن سيباكتونال كانت في الواقع أنثى وأن أوكسوموكو في الواقع هو الذكر وأشار إلى أحدهم باسم تاماجاستاد. يدعي باحثون آخرون من منظور نيكاراغوا مثل إفرايم جورج سكواير وفرانك إي. كومبراتو أن أوكسوموكو كانت ذكرا وأنثى.

## معرض صور

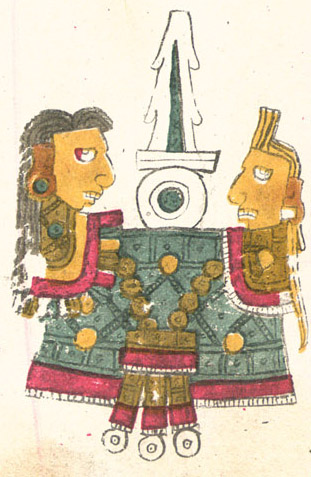
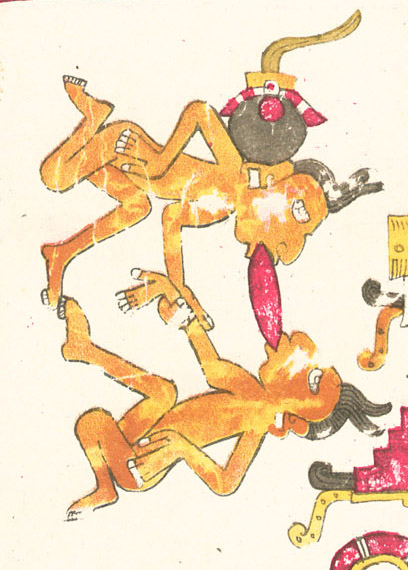
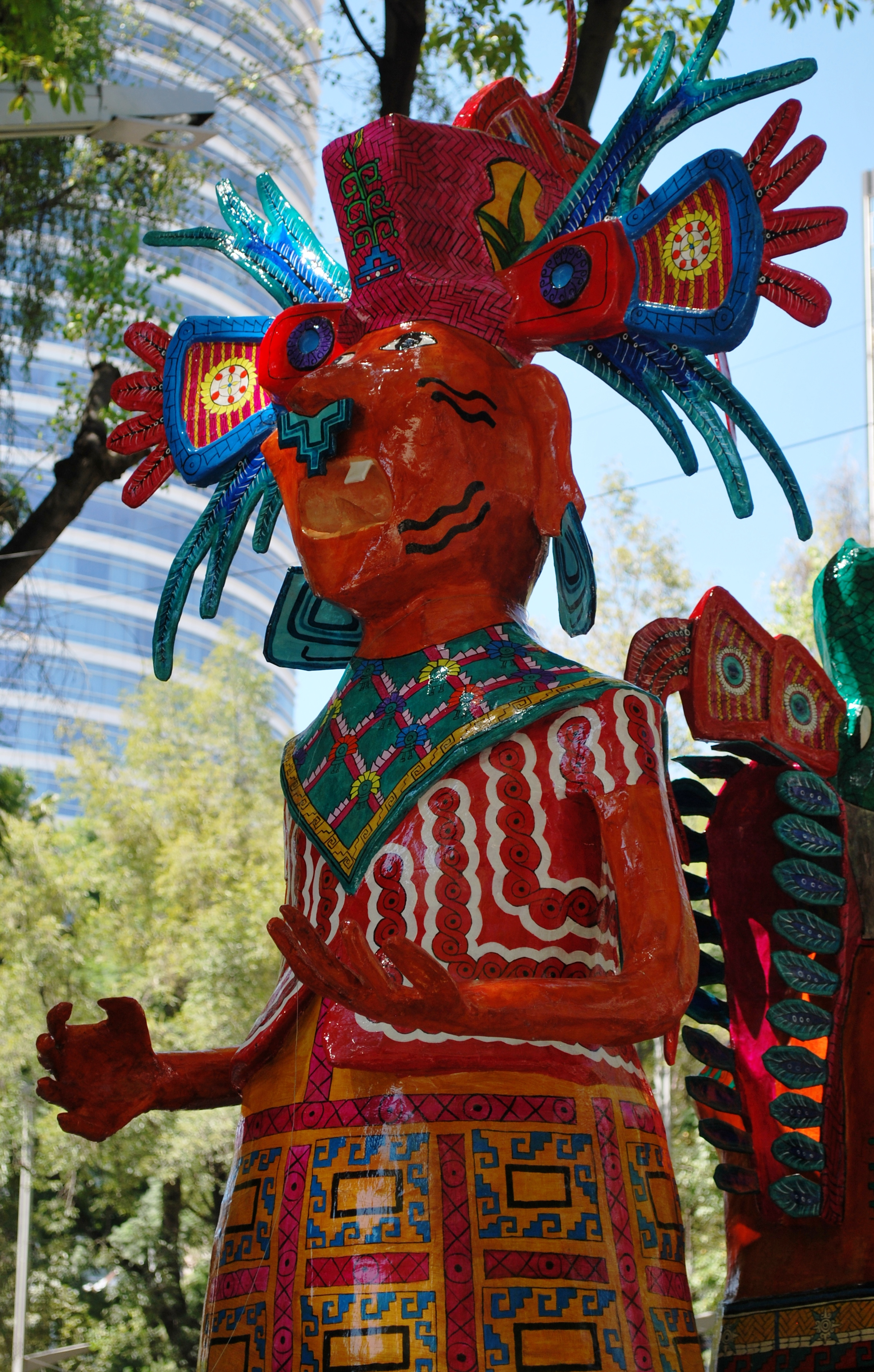
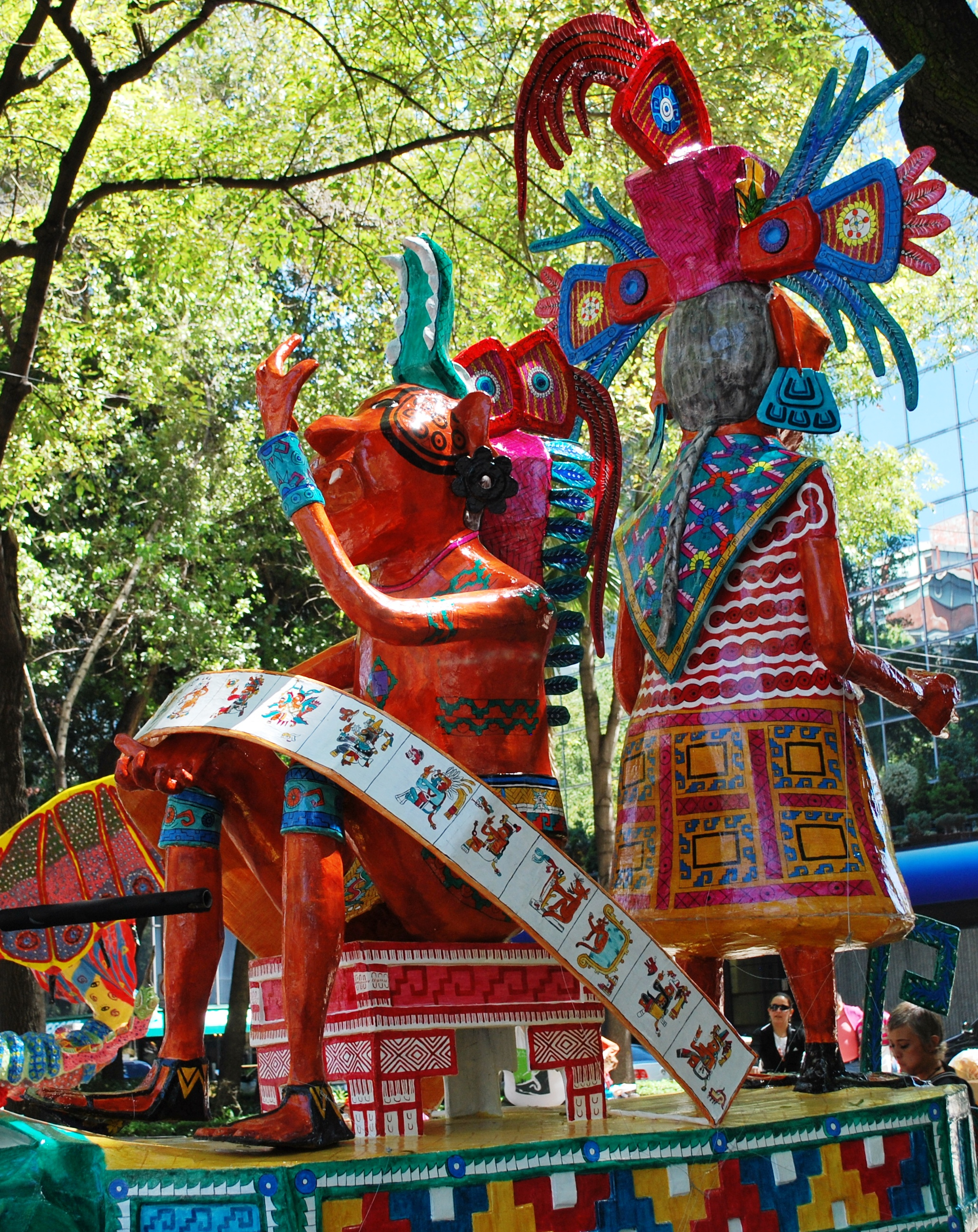
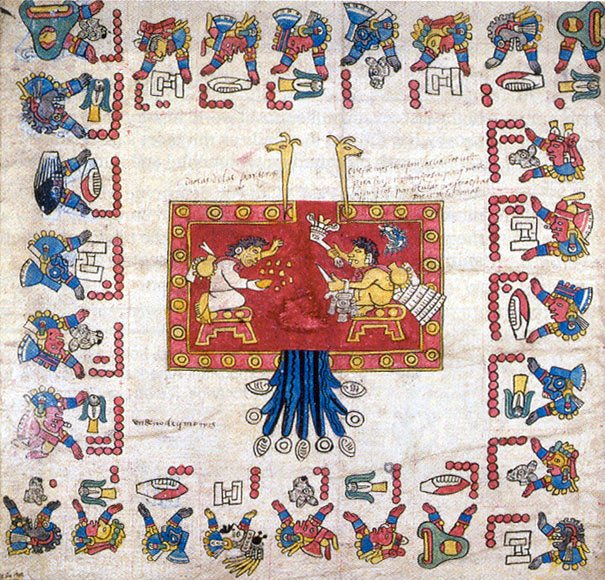